# Egebjerg Kirke
Egebjerg Kirke ligger i Odsherred Kommune og virkede i gamle dage som sømærke.

## Eksterne kilder og henvisninger
- Egebjerg Kirke Arkiveret 22. april 2013 hos  Wayback Machine i bogværket Danmarks Kirker (udg. af Nationalmuseet)
- Egebjerg Kirke Arkiveret 19. september 2015 hos  Wayback Machine hos KortTilKirken.dk